# Inveruglas Isle
Inveruglas Isle är en obebodd ö i Loch Lomond i Argyll and Bute, Skottland. Ön är belägen 5 km från Tarbet.